# 基爾馬·阿布雷戈·加西亞被遣返事件

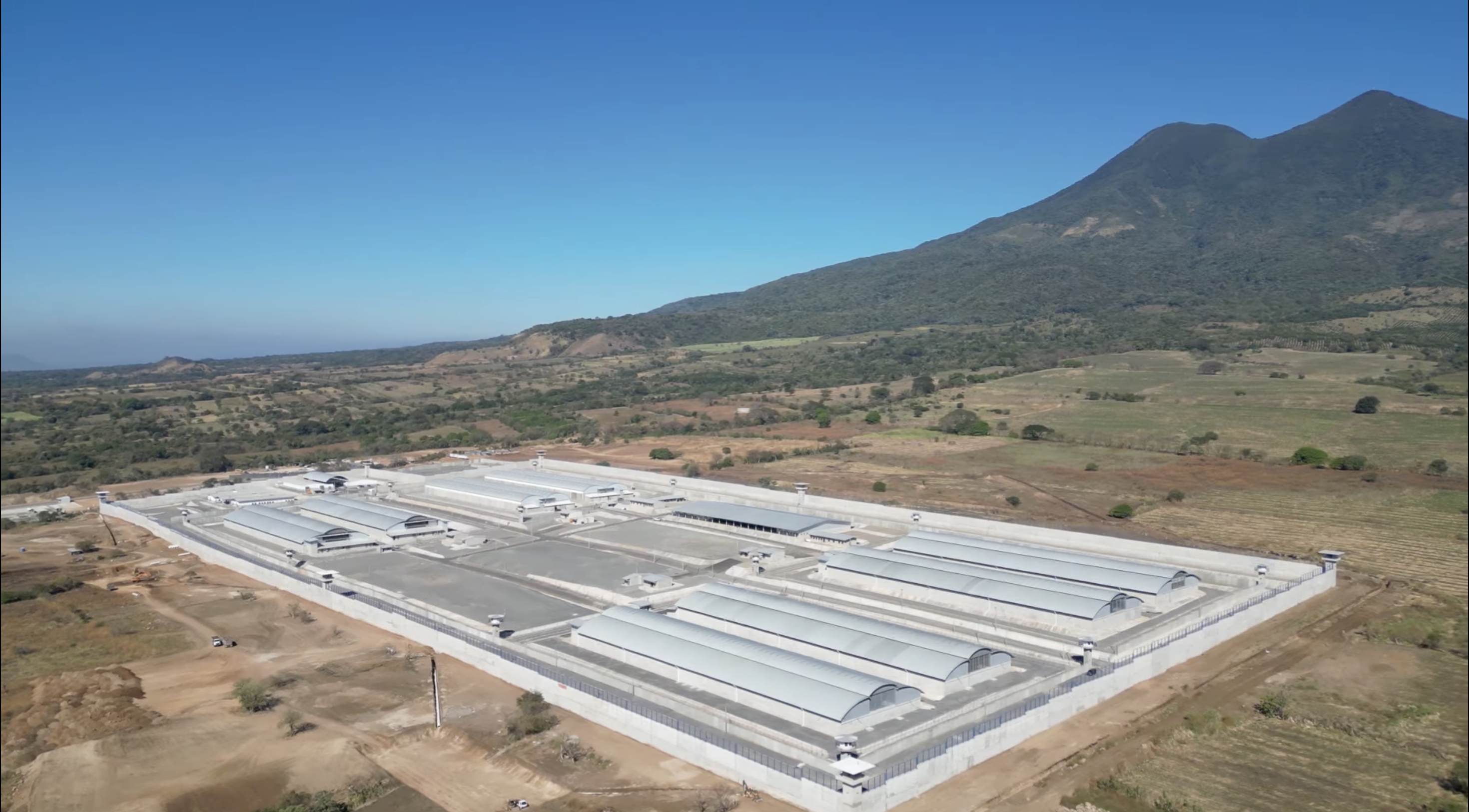
美國政府將基爾馬·阿布雷戈·加西亞關押於薩爾瓦多的最高安全級別監獄反恐怖主義監禁中心。

基爾馬·阿曼多·阿布雷戈·加西亞是薩爾瓦多公民，曾長期居於美國馬利蘭州，並與一名美國公民妻子及5歲孩子共同生活。早於2019年，他已獲美國移民法官頒令，禁止將他遣返回薩爾瓦多。然而，在2025年3月，他仍然被當勞·特朗普政府驅逐，他被送往薩爾瓦多一所以關押恐怖份子聞名的最高安全級別監獄——反恐怖主義監禁中心。特朗普政府事後表示，該政府的確錯誤遣返了他，不過已無法透過美國司法程序糾正，理由是美國法院對現已身處薩爾瓦多的阿布雷戈·加西亞無司法權。
2025年4月4日，聯邦法官保拉·希尼斯頒令，要求美國政府須於不遲於4月7日將阿布雷戈·加西亞送回美國。然而，在特朗普政府上訴失敗後，美國最高法院應政府要求，於4月7日臨時准許繼續將阿布雷戈·加西亞羈押於當地監獄。
事件受到廣泛關注，外界批評此舉顯示出美國移民政策與執行制度出現嚴重缺失，尤其在第二次特朗普總統任期任內。值得注意的是，阿布雷戈·加西亞至今未曾被正式起訴或被控任何罪行。

## 背景
阿布雷戈·加西亞於1995年在薩爾瓦多首都聖薩爾瓦多出生。他的母親經營食品生意，曾遭當地幫派Barrio 18勒索，要求繳交保護費，並威脅若不從，便會強迫她的兒子加入幫派。為逃避暴力威脅，阿布雷戈·加西亞在2011年、年僅16歲時逃離家鄉，非法進入美國。根據其律師說法，他曾在證詞中提到過Barrio 18曾威脅他加入該幫派。
2016年，他與詹妮弗·斯特凡尼亞·巴斯克斯·蘇拉（Jennifer Stefania Vasquez Sura）相識並發展成婚姻關係。
2019年3月，他在馬利蘭州喬治斯王子縣一間家得寶店外的停車場與三名男子一起被警方拘捕，當時他們正尋找臨時工工作。其中一人聲稱他是幫派成員，但據《大西洋月刊》援引法院文件指出，該名男子未能提供證據，警方亦表示不相信其說法。此案最終沒有對他提出任何刑事指控。
警方其後將阿布雷戈·加西亞移交予美國移民及海關執法局，啟動遣返程序。當局聲稱他是MS-13幫派成員，理由包括他穿過芝加哥公牛隊棒球帽與連帽衫，以及一名秘密線人聲稱他參與紐約當地的一個MS-13幫派。雖然他堅決否認與該幫派有任何關聯，一名移民法官仍認為線人供詞足以拒絕他申請保釋，另一名法官隨後維持此決定，指有關指控並未顯示「明顯錯誤」。
在遣返案件仍在審理期間，阿布雷戈·加西亞於2019年6月與拍拖多年的女友結婚，同年誕下一名孩子。其妻來自前段婚姻已有兩名孩子，加上新生兒，三名孩子全都有特殊需要。一家人長居於馬利蘭州。
他透過律師於法庭抗辯，否認遣返程序中對其提出的指控，並於2019年申請美國庇護。然而，由於庇護申請須於抵美一年內提出，他的申請最終被拒。不過，法官仍授予他「禁止遣返」身份，意味當局不能將他遣返回薩爾瓦多，因為幫派對他構成實質威脅。法官指出，阿布雷戈·加西亞「很可能會在被遣返後遭遇暴力傷害」。
他的代表律師指出，自2019年獲釋後至2025年3月再次被拘捕前，阿布雷戈·加西亞並無涉及任何違法行為，唯一與執法部門接觸的紀錄是每年按時向移民及海關執法局報到。

## 遣返
2025年3月12日，阿布雷戈·加西亞完成其工會金屬板學徒工作後，按慣例到祖母家接回五歲兒子。孩子患有自閉症及聽力障礙，無法以言語溝通。在離開祖母家途中，他的車被美國移民及海關執法局人員截停，當場被告知其「移民身份已更動」。移民及海關執法局等候其妻趕到接手照顧兒子後，隨即將他拘捕。隨後幾天，他被轉送至德克薩斯州一所移民拘留設施。
3月15日，特朗普政府將數十名薩爾瓦多與委內瑞拉公民送上3架飛機，聲稱他們與犯罪組織有關，當中包括阿布雷戈·加西亞。他被送往薩爾瓦多的反恐怖主義監禁中心。自此之後，家人再無法與他取得聯絡。

## 法律訴訟

### 2019年移民聆訊
2019年，阿布雷戈·加西亞在美國移民及海關執法局羈押期間申請庇護。由於未在抵美一年內提出申請，其庇護被駁回。但移民法官認為他若返回薩爾瓦多，將有極高風險遭幫派傷害，因而批出「禁止遣返」身份。他在獲釋後獲發工作許可證。

### 美國地方法院
在阿布雷戈·加西亞遭遣返後，其妻子於2025年3月24日入稟美國馬里蘭聯邦地區法院，代表全家三人控告美國政府。律師團要求法院介入，強制聯邦政府安排阿布雷戈·加西亞回國。案件期間，美方承認移民法官早已裁定不可將他遣返薩爾瓦多，卻仍「因行政錯誤」將他遣返。這是3月15日大規模遣返行動後，政府首次公開承認錯誤遣返個案。政府代表律師無法解釋當初為何重新將他拘留。
即使已承認錯誤，特朗普政府仍在法庭上辯稱，因阿布雷戈·加西亞已不在美國境內，法院並無個人管轄權命令其返回。
阿布雷戈·加西亞的律師西蒙·桑多瓦爾-莫申伯格批評：「如果法院真的無能為力，那移民法形同虛設。政府想遣返誰、什麼時候遣返、送去哪裏，全由他們決定，無需負責。」
2025年4月4日，法官保拉·希尼斯裁定，美國政府缺乏任何司法文件支持對阿布雷戈·加西亞的拘押，屬違法行為。她在裁決中形容反恐怖主義監禁中心是「全球最臭名遠播、最不人道且最危險的監獄之一」，指出該設施本身設計即剝奪囚犯的食物、水源與庇護空間，且日常暴力猖獗，阿布雷戈·加西亞更被安置在與其迫害者同一監區。她引用該處條件，強調若讓他繼續留在監獄中，將遭「不可逆轉的傷害」。法院下令聯邦政府須於4月7日或之前將他接回美國。
在庭上，美國司法部律師埃雷茲·魯維尼多次無法回答法官提問，並表示部門未提供相關資料予他。他亦承認政府遣返決定有誤：「事實已無爭議，阿布雷戈·加西亞本不應被遣返。」當法官問及為何政府仍未接他回美時，魯維尼表示他亦曾向官員提出此問題，但一直未獲回覆。

### 第四巡迴上訴法院
2025年4月5日，美國司法部就阿布雷戈·加西亞遣返案提起上訴，將案件送交美國第四巡迴上訴法院審理。同時，負責此案的律師埃雷茲·魯維尼剛於3月底晉升為司法部移民訴訟辦公室代理副主任，即被勒令行政停職。美國司法部長帕姆·邦迪表示：「我已明確指示，司法部每名律師必須為美國政府積極辯護。任何違反指示者將面臨懲處。」她補充道：「他根本沒為政府辯護⋯⋯不該接這個案，也不該這樣辯護。」然而據《政客》報導指，儘管邦迪批評其消極抗辯，魯維尼確實曾主張希尼斯法官對案件無審理權限。
4月6日，法官保拉·希尼斯發出長達22頁的意見書，重申她早前的裁決，嚴詞批評政府的行為「完全違法」，甚至用上「令人髮指」形容其遣返行動。她指出，政府曾聲稱阿布雷戈·加西亞是MS-13幫派成員，但至今毫無證據，甚至已在法庭上撤回此說法。她亦批評，政府公開將他標籤為幫派份子，已在薩爾瓦多的監獄內將他置於險境，因當地監獄會故意將敵對幫派關押在一起。
她寫道：「政府無合法授權下逮捕他，在三個不同拘留中心非法羈押，從未帶他出庭受審，最終還違反法律強行將他遣返薩爾瓦多。」
她還點名美國國土安全部長克麗絲蒂·諾姆曾造訪薩爾瓦多反恐怖主義監禁中心，並稱之為「我們手中的一項工具」。針對政府辯稱法院對此案無管轄權，因當事人已不在美國，希尼斯表示：「難道政府真認為，只要把人丟進反恐怖主義監禁中心，就能一次性抹煞所有移民法下的程序與實質保障？」她強調，美國政府完全有能力與責任，將被非法遣返的阿布雷戈·加西亞接回美國。
4月7日，第四巡迴上訴法院合議庭三名法官斯蒂芬妮·薩克、哈維·威爾金森三世與羅伯特·金一致駁回特朗普政府的上訴。合議庭在裁決中指出：「（聯邦政府）並無任何法律依據，能從街頭強行帶走一位合法在美的個人並將其遣返——且不經任何正當法律程序……政府聲稱聯邦法院無權介入的主張，不僅站不住腳，更是令人髮指。」

### 美國最高法院
2025年4月7日，美國首席大法官約翰·羅伯茨發出簡短命令，暫時允許特朗普政府繼續將阿布雷戈·加西亞關押於薩爾瓦多監獄，等待最高法院全體法官的進一步審理。

## 反應
美國政府承認此遣返為錯誤決定，引發政界與法律界強烈質疑。民主黨馬利蘭州州長韋斯·摩爾表示，遣返程序完全忽略正當法律程序，予以嚴詞譴責。法律記者馬克‧約瑟夫‧史特恩也撰文批評此事。
白宮則試圖挽回輿論。白宮新聞秘書卡羅琳·萊維特指稱阿布雷戈·加西亞為MS-13幫派頭目，涉入人口販運行動，並聲稱掌握來自美國國土安全部的證據。美國副總統JD·萬斯更公開為遣返辯護，錯誤聲稱他曾被定罪為MS-13成員。美國司法部長帕姆·邦迪則在節目《Fox News Sunday》受訪時說：「我們只能信任移民及海關執法局的評估，信任國土安全部的資料。」
國際方面也有回應。針對媒體報導「聯邦法官阻止特朗普援引《外國人與煽動叛亂法案》勒令遣返航班返美」一事，薩爾瓦多總統納伊布·布克萊在Twitter／X上發文：「哎呀...太遲了😂」

## 外部鏈結
- 美國馬里蘭聯邦地區法院：Abrego Garcia v. Noem, 8:25-cv-00951
- 美國第四巡迴上訴法院：Abrego Garcia v. Noem, 25-1345
- 美國最高法院：Noem v. Abrego Garcia, 24A949